# Cattedrale di Nostra Signora (Taiohae)
La cattedrale di Nostra Signora o cattedrale di Nostra Signora delle Isole Marchesi (in francese: Cathédrale Notre-Dame des Îles Marquises) è la chiesa cattedrale della diocesi di Taiohae o Tefenuaenata, si trova a Taiohae, nell'isola di Nuku Hiva, in Polinesia francese.

## Storia
La costruzione della cattedrale è iniziata nel 1973 sul luogo di una precedente chiesa del XIX secolo con lo stesso nome. La nuova cattedrale è stata inaugurata nel 1977 ed è la più grande chiesa delle isole Marchesi. Le due torri campanarie e una sezione del muro della vecchia cattedrale sono stati conservati e sono ora utilizzati come parte dell'ingresso della cattedrale.